# Горлов, Фёдор Алексеевич
Фёдор Алексеевич Горлов (16.02.1917, Курская область — 18.03.1988, Московская область) — помощник командира саперного взвода 222-го стрелкового полка 49-й стрелковой дивизии 33-й армии 1-го Белорусского фронта, старший сержант — на момент представления к награждению орденом Славы 1-й степени.

## Биография
Родился 16 февраля 1917 года в селе Большие Крюки Кривцовского района Курской области. Окончил 4 класса. Работал в колхозе.
В Красной Армии в 1938—1940 годах и с 1941 года. Окончил курсы младших командиров. В боях Великой Отечественной войны с сентября 1942 года. Принимал участие в освобождении Прибалтики, Польши, в боях на территории Германии, во взятии столицы вражеской Германии — города Берлина. В 1944 году стал членом ВКП/КПСС.
Помощник командира саперного взвода 222-го стрелкового полка сержант Фёдор Горлов 10 августа 1944 года с группой воинов у населенного пункта Патвеце Вилкавишского района Литвы поджег мост, предотвратив проход по нему пятнадцати танков врага. Приказом по 49-й стрелковой дивизии от 29 сентября 1944 года за мужество и отвагу, проявленные в боях, сержант Горлов Фёдор Алексеевич награждён орденом Славы 3-й степени.
14 января 1945 года старший сержант Фёдор Горлов с группой воинов снял около 300 противопехотных и 50 противотанковых мин, чем обеспечил продвижение вперед стрелковых подразделений. Приказом по 33-й армии от 4 марта 1945 года за мужество и отвагу, проявленные в боях, старший сержант Горлов Фёдор Алексеевич награждён орденом Славы 2-й степени.
На плацдарме за Одером в районе населенного пункта Кюцин 15 апреля 1945 года проделал вместе с другими бойцами четыре прохода в минных полях, обезвредив 42 противопехотные и 15 противотанковых мин.
Указом Президиума Верховного Совета СССР от 15 мая 1946 года за образцовое выполнение заданий командования в боях с немецко-вражескими захватчиками старший сержант Горлов Фёдор Алексеевич награждён орденом Славы 1-й степени, став полным кавалером ордена Славы.
В июле 1946 года Ф. А. Горлов демобилизован из Вооруженных Сил СССР. Жил в городе Красногорск Московской области. Работал столяром на Красногорском механическом заводе. Был ударником коммунистического труда. Принимал участие в патриотическом воспитании молодежи. Скончался 18 марта 1988 года. Похоронен в Красногорске на Пенягинском кладбище.
Награждён орденом Отечественной войны 1-й степени, орденом Красной Звезды, орденом «Знак Почёта», орденами Славы 1-й, 2-й и 3-й степени, медалями.